# Mycosphaerella recutita
Mycosphaerella recutita är en svampart som först beskrevs av Elias Fries, och fick sitt nu gällande namn av Carl Johan Johanson 1884. Mycosphaerella recutita ingår i släktet Mycosphaerella och familjen Mycosphaerellaceae.   Inga underarter finns listade i Catalogue of Life.